# Haddon Hall

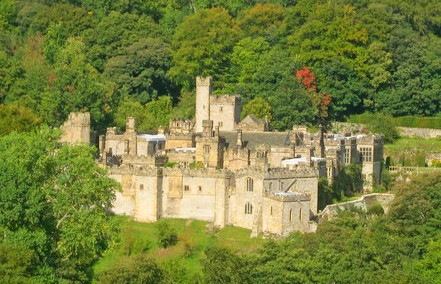
Haddon Hall

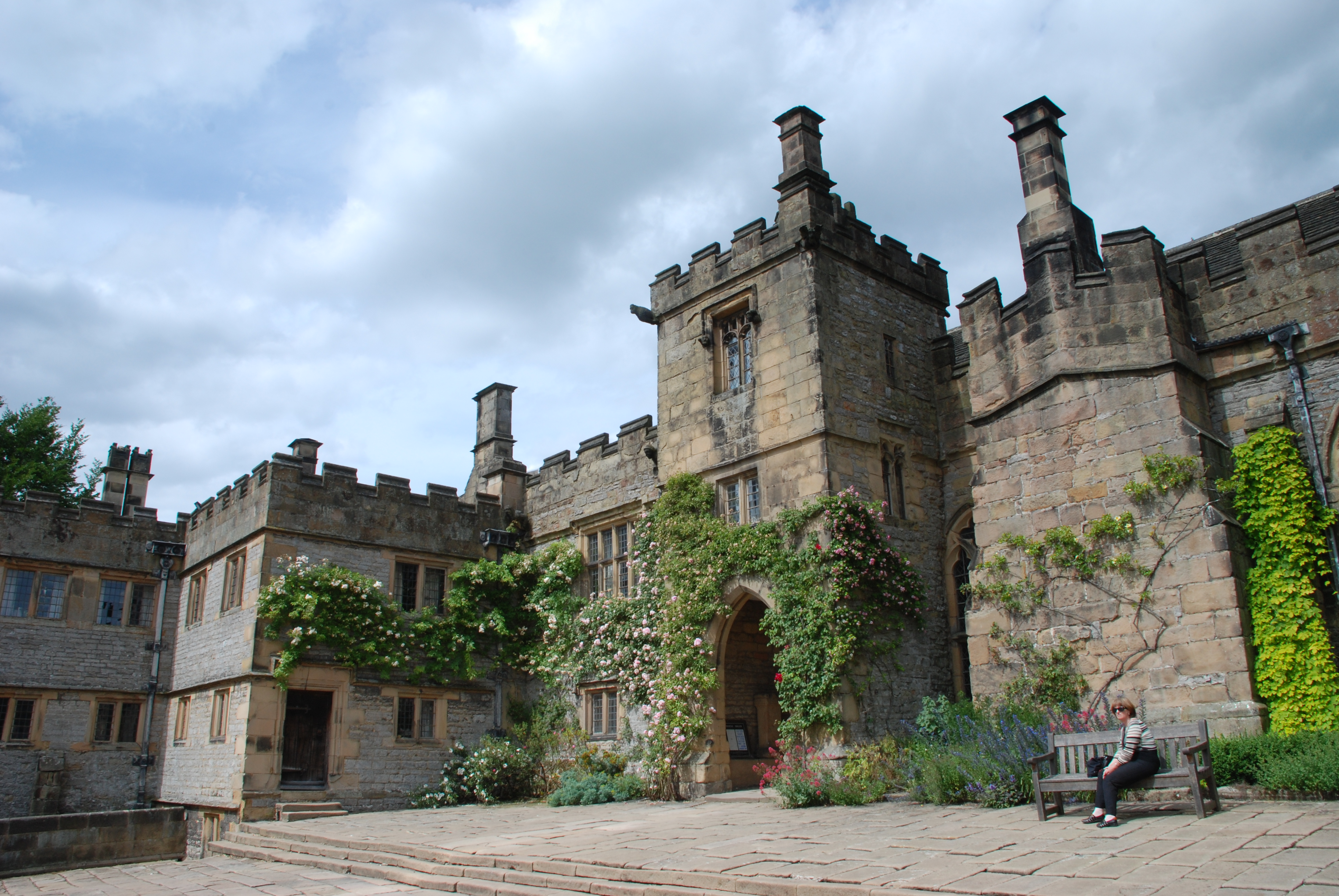
Haddon Hall (2010)

Haddon Hall ist ein Landhaus am River Wye in der Marktgemeinde Bakewell in der englischen Grafschaft Derbyshire. Das Haus ist einer der Familiensitze der Dukes of Rutland. Derzeit ist es von Lord Edward Manners, dem Bruder des derzeitigen Dukes, und seiner Familie bewohnt. Das Herrenhaus wurde als „komplettestes und interessantestes Haus seiner Periode“ beschrieben. Die Ursprünge des Herrenhauses reichen bis ins 11. Jahrhundert zurück. Das heutige Landhaus aus dem Mittelalter und der Tudorzeit wurde in verschiedenen Stufen von 13. bis zum 17. Jahrhundert verändert.
Die Familie Vernon kam im 13. Jahrhundert durch Heirat an die Grundherrschaft Nether Haddon. Dorothy Vernon, die Tochter und Erbin von George Vernon, heiratete 1563 John Manners, den zweiten Sohn von Thomas Manners, 1. Earl of Rutland. Im 19. Jahrhundert kam eine Legende auf, die besagt, dass Dorothy Vernon und John Manners durchgebrannt seien. Diese Legende griffen Romane, Theaterstücke und andere literarische Werke auf. Dennoch erbte Dorothy das Herrenhaus, und ihr Enkel, der ebenfalls John hieß, erbte den Adelstitel 1641 von einem entfernten Verwandten. Sein Sohn, ein weiterer John Manners, wurde 1703 zum ersten Duke of Rutland erhoben. Im 20. Jahrhundert machte es sich John Manners, 9. Duke of Rutland zur Lebensaufgabe, das Herrenhaus zu restaurieren.

## Geschichte

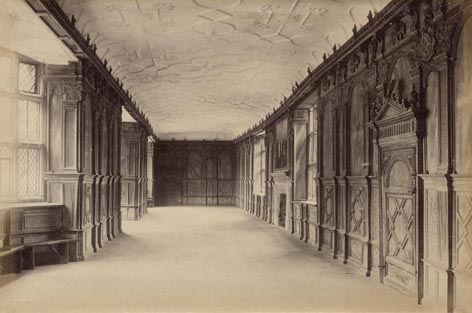
Lange Galerie in Haddon Hall, etwa 1890

Die Ursprünge des Herrenhauses reichen bis ins 11. Jahrhundert zurück. William Peverell, ein illegitimer Sohn von Wilhelm dem Eroberer, hatte 1087 die Grundherrschaft von Nether Haddon inne, als die Vermessung, die dem Domesday Book zugrunde liegt, aufgenommen wurde. Obwohl es sich nicht um eine Burg handelte, war das Herrenhaus seit der königlichen Erlaubnis dazu von 1194 mit einer Burgmauer eingefriedet. Sir Richard de Vernon erwarb die Grundherrschaft durch Heirat mit der Haddon-Erbin Anfang des 13. Jahrhunderts.  Sein Sohn, Sir William Vernon, war High Sheriff of Lancashire und Oberster Richter von Cheshire. Prominente Familienmitglieder waren z. B. Richard Vernon (1390–1451), ebenfalls High Sheriff, Abgeordneter und Speaker des Unterhauses. Dessen Sohn war Lord High Constable of England und folgte seinem Vater als Treasurer of Calais und Parlamentsabgeordneter für Derbyshire und Staffordshire nach; sein Enkel Sir Henry Vernon (1441–1515), Gouverneur und Schatzmeister von Arthur Tudor, heiratete Anne Talbot, Tochter des Earl of Shrewsbury und baute Haddon Hall wieder auf.

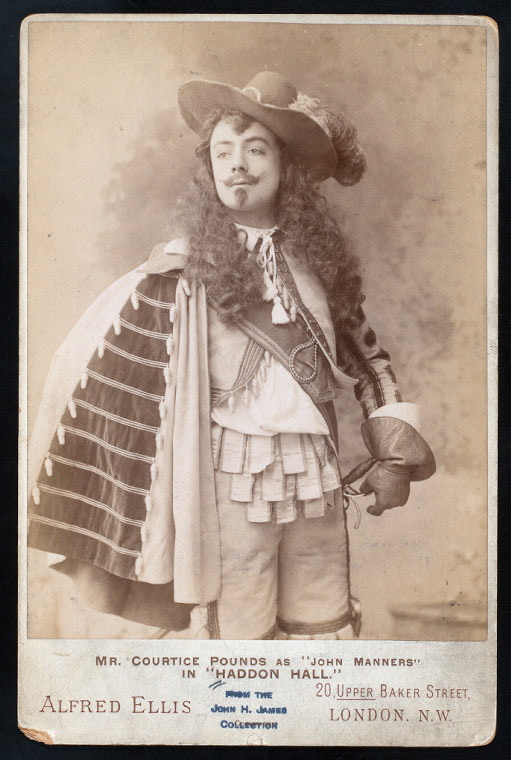
Courtice Pounds als John Manners in der Oper Haddon Hall (1892)

George Vernon (ca. 1503 – 31. August 1565) hatte zwei Töchter, Margaret und Dorothy. Dorothy heiratete John Manners, den zweiten Sohn von Thomas Manners, im Jahre 1563. Sir George missbilligte diese Verbindung, möglicherweise, weil die Manners Protestanten waren, die Vernons aber Katholiken, und möglicherweise auch, weil der zweite Sohn eines Earls nur unsichere finanzielle Aussichten zu bieten hatte. Der Sage nach verbot Sir George John Manners, der bekanntermaßen sehr hübschen und lieblichen Dorothy den Hof zu machen, und seiner Tochter, John Manners zu sehen. Auf einem Ball, den Sir George 1563 in Haddon Hall gab, floh Dorothy im Schutz der Menge durch die Gärten, einige Steinstufen hinunter und über eine kleine Brücke, wo Manners auf sie wartete, und sie ritten beide weg, um zu heiraten. Falls diese Flucht tatsächlich stattgefunden hat, waren die jungen Eheleute bald wieder mit Sir George versöhnt, denn sie erbten das Anwesen nach seinem Tod zwei Jahre später. Ihr Enkel, auch ein John Manners aus Haddon, erbte den Adelstitel 1641 nach dem Tod seines entfernten Vetters George, zu dessen Ländereien auch Belvoir Castle zählte.
Als John Manners’ Sohn, ebenfalls John, der 9. Earl of Rutland, 1703 zum 1. Duke of Rutland gemacht wurde, zog er nach Belvoir Castle und seine Erben nutzten Haddon Hall nur in sehr geringem Umfang, sodass es fast in seinem Zustand aus dem 16. Jahrhundert, als es 1567 durch Heirat in die Familie Manners kam, erhalten blieb. In den 1920er-Jahren erkannte ein weiterer John Manners seine Bedeutung und begann mit einer peinlich genauen Restaurierung mit Hilfe des Architekten Harold Brakspear, die er zu seinem Lebenswerk machte. Die heute erhaltene Haddon Hall aus dem Mittelalter und der Tudorzeit enthält noch kleine Teile aus der alten Struktur des 11. Jahrhunderts, besteht aber hauptsächlich aus Anbauten, die nachfolgende Generationen der Familien Peverel, Avenel, Vernon und Manners tätigten. Größere Umbauten wurden in verschiedenen Stufen zwischen dem 13. und dem 17. Jahrhundert vorgenommen. Die Banketthalle (mit Ménestrelgalerie), die Küchen und der Salon stammen von 1370 und die Nikolauskapelle wurde 1427 fertiggestellt. Viele Generationen lang lagen deren Frescos aus der Vorreformationszeit unter einem weißen Anstrich. Es gibt auch eine Lange Galerie aus dem 16. Jahrhundert.
Der 9. Duke of Rutland ließ den eingefriedeten Formschnittgarten im Anschluss an die Stallungen anlegen. Er enthält zurechtgeschnittene heraldische Figuren eines Schweinskopf und eines Pfaus, die als Embleme in den Familienwappen der Vernons und der Manners auftauchen. Haddon Hall gehört auch heute noch der Familie Manners. Lord Edward Manners, der Bruder von David Manners, dem 11. Duke of Rutland, wohnt dort mit seiner Familie.

## Layout
Das Herrenhaus steht am Hang und erstreckt sich um zwei Höfe. Am oberen Hof im Nordosten befinden sich der Peverel Tower und der Eagle Tower sowie die Lange Galerie, am unteren Hof im Südwesten die Kapelle. Der Rittersaal liegt zwischen beiden Höfen. Zur Zeit des Baus des Herrenhauses war es üblich, dass es viele gefangene Räume gab, die nur durch andere Räume erreicht werden konnten, oder solche, die nur von außen zu erreichen waren. Dies macht das Haus nach heutigen Standards eher ungemütlich.

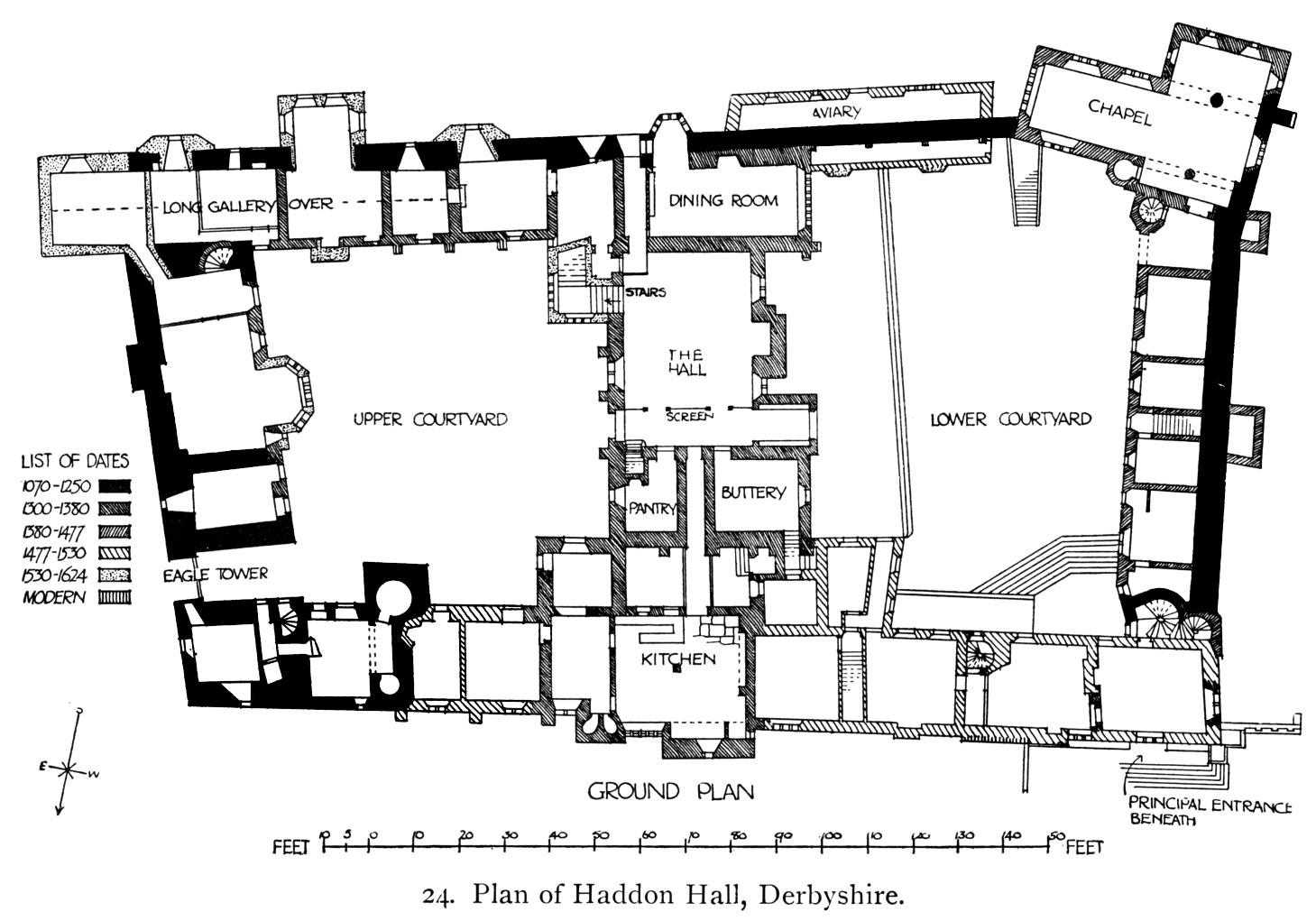
Grundriss von Haddon Hall

## In Kunst und Literatur

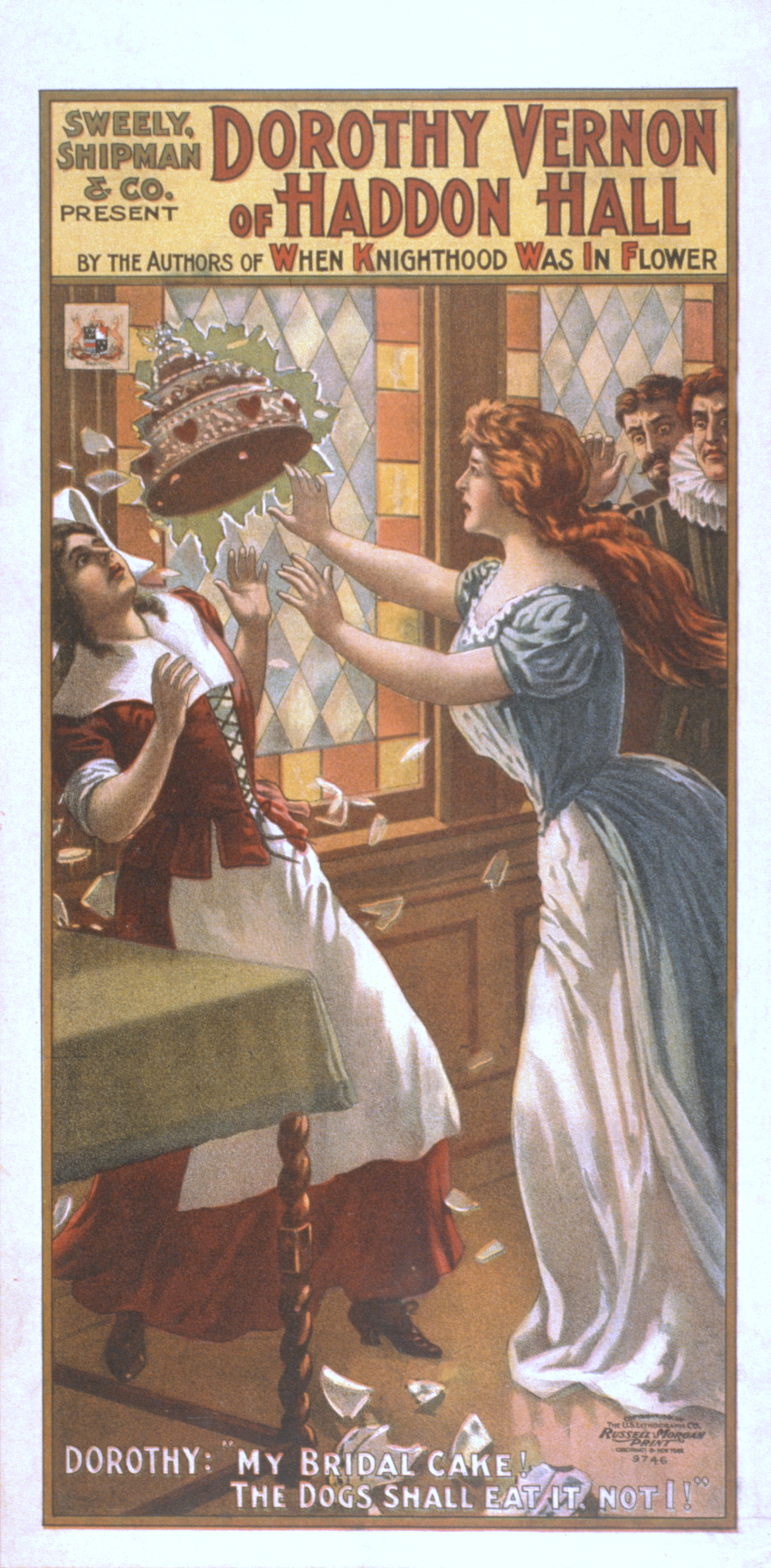
Poster: Theaterstück Dorothy Vernon of Haddon Hall (1906)

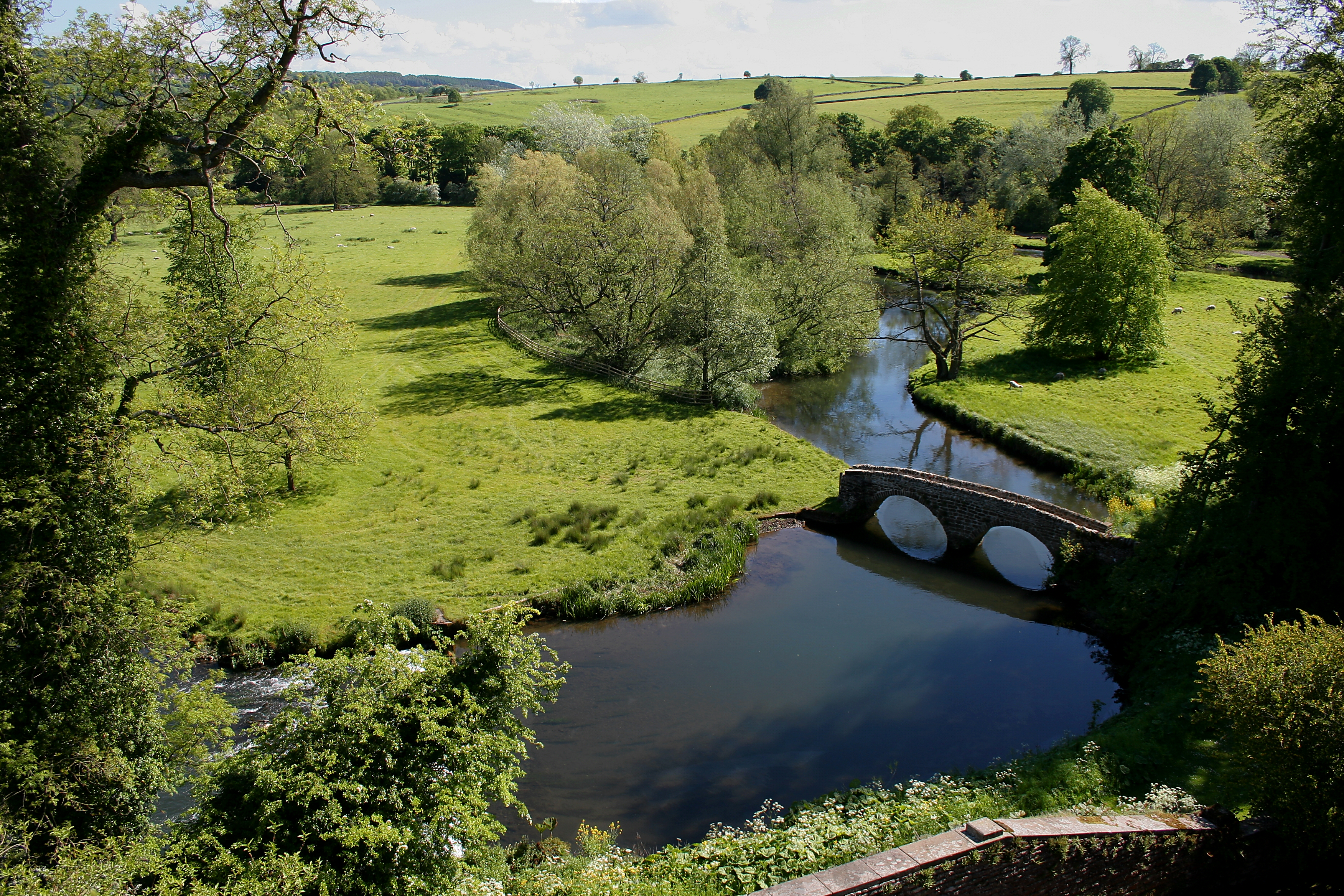
Das Anwesen von Haddon Hall

Das Herrenhaus spielte eine prominente Rolle in einer Reihe von Büchern und Theaterstücken, z. B. in den folgenden, die alle die Flucht von Vernon/Manners beschreiben:
- Eine Geschichte namens King of the Peak – A Derbyshire Tale, von Allan Cunningham, wurde 1822 im London Magazine veröffentlicht.
- Eine Novelle namens The King of the Peak – A Romance in drei Bänden, von William Bennett (1796–1879), der unter dem Pseudonym “Lee Gibbons” schrieb, erschien 1823.[12]
- The Love Steps of Dorothy Vernon, eine Kurzgeschichte von Eliza Meteyard (1816–1879), die sie 1849 unter einem Pseudonym schrieb, war die erste Vollversion der Legende. Sie wurde erstmals in der Ausgabe vom 29. Dezember 1849 von Eliza Cook’s Journal und dann in The Reliquary im Oktober 1860, S. 79, veröffentlicht.[13]
- Eine Operette namens Haddon Hall mit Musik von Arthur Sullivan und einem Libretto von Sydney Grundy wurde 1892 in London uraufgeführt.
- Eine Novelle namens Dorothy Vernon of Haddon Hall wurde 1902 vom US-Amerikaner Charles Major geschrieben und wurde ein Bestseller.
- Ein Theaterstück gleichen Namens, basierend auf Majors Novelle, schrieb der US-amerikanische Autor Paul Kester. 1903 wurde es am Broadway uraufgeführt.
- Fred Terry und seine Frau, Julia Neilson, passten das Stück für die Aufführung in London an und nannten es Dorothy o' the Hall. 1906 wurde es in London aufgeführt.[14][15]
- Das Drehbuch zu dem Film Der Ritt ums Leben von 1924 mit Mary Pickford in der Hauptrolle wurde von US-amerikanischen Autor Waldemar Young nach Majors Novelle geschrieben.[16]
- Das Herrenhaus kommt in Philip Henshers Novelle The Northern Clemency aus dem Jahre 2008 vor.

Der englische Aquarellmaler Frederick Booty malte Haddon Hall etliche Male, z. B. auch ein Bild von den Pfauen in den Gärten.

## In Film und Fernsehen
Die Innenräume und das Äußere des Herrenhauses (einschließlich der Langen Galerie) stellten 1986 Prinz Humperdinks Burg in dem Film Die Braut des Prinzen dar. Franco Zeffirelli wählte Haddon Hall als Kulisse für seinen 1996 gedrehten Film Jane Eyre und 1998 kam das Herrenhaus im Film Elizabeth vor. Auch tauchte es in der 2005 hergestellten Filmversion von Stolz und Vorurteil auf. Seitdem war das Herrenhaus auch im Fernsehen zu sehen, und zwar 2006 als Thornfield Hall in Derderick Santers BBC-Version von Jane Eyre und in Cary Joji Fukunagas Film Jane Eyre von 2011.
Das Herrenhaus bildete auch die Kulisse für A Tudor Feast at Christmas, eine Dokumentation von einem Tudor-Bankett von BBC Two (erste Ausstrahlung Weihnachten 2006), die von einem Akademikerteam von Tales from the Green Valley durchgeführt wurde. 1990 diente Haddon Hall als Schloss der Giganten in Harfang in der BBC-Fernsehversion von Der silberne Sessel, einer von C. S. Lewis’ Chroniken von Narnia.